# Alloniscus marinus
Alloniscus marinus is een pissebed uit de familie Alloniscidae. De wetenschappelijke naam van de soort is voor het eerst geldig gepubliceerd in 1920 door Collinge.